# 野田村営バス

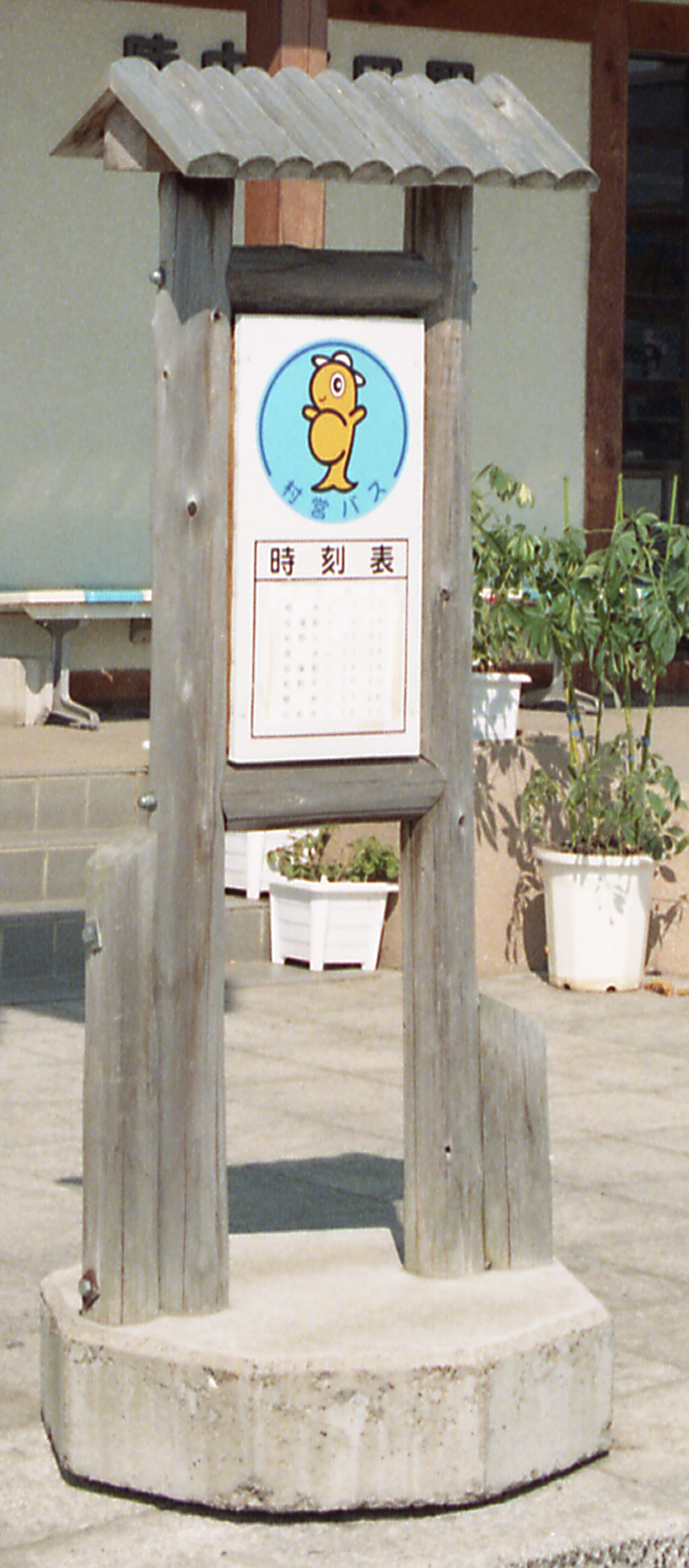
野田村営バスのバス停（1998年当時）

野田村営バス（のだそんえいバス）とは、岩手県九戸郡野田村内を運行する自治体バスである。

## 沿革
- 1977年5月 - 運行開始。
- 2008年5月1日 - 運賃制度が対キロ区間制から100円の均一運賃制に改定。自由乗降区間制を導入。

## 路線

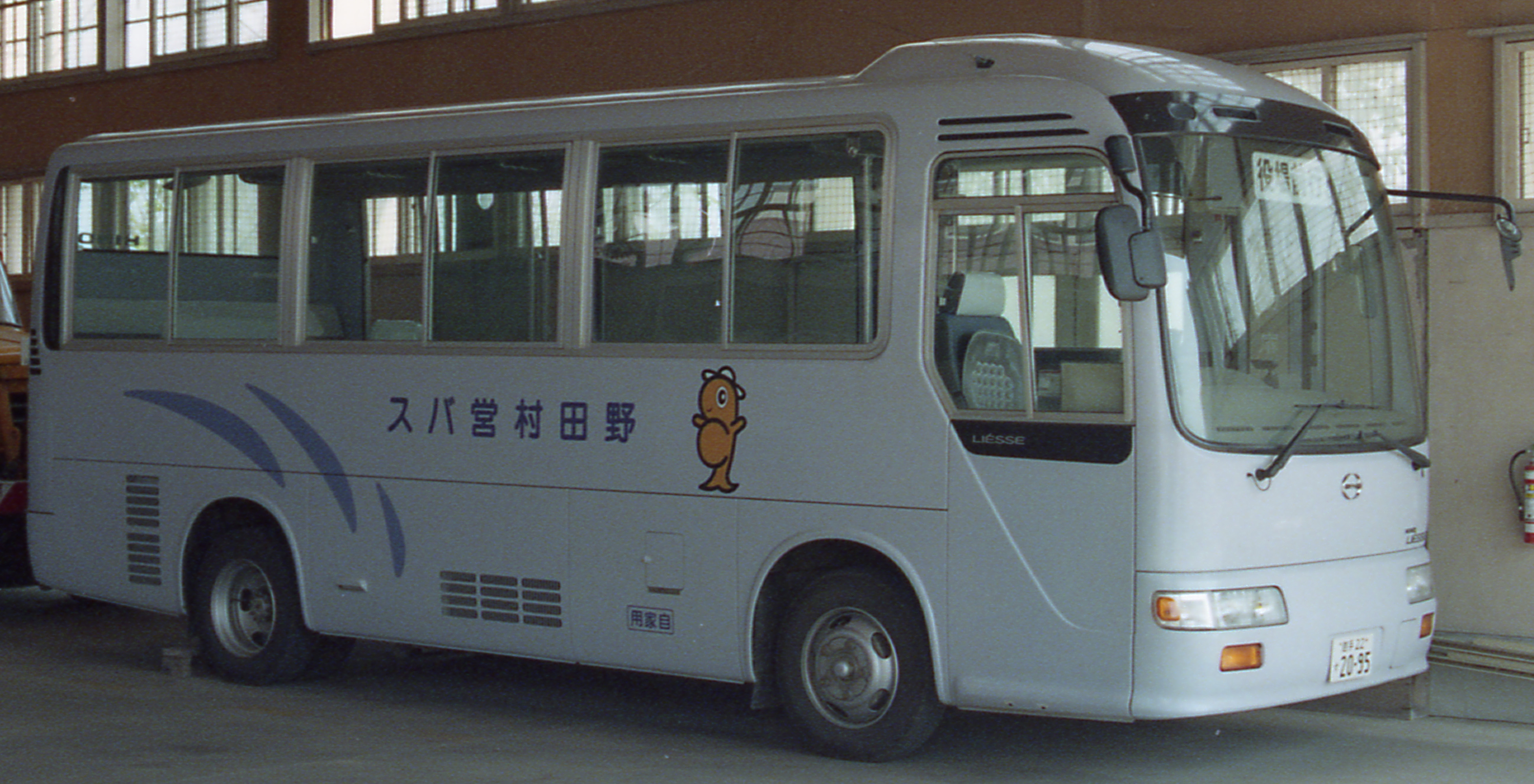
野田村営バスの車両（1998年当時）

（2018年12月15日現在） 国道45号内・野田村役場前～陸中野田駅間・交差点やカーブのある箇所を除き、自由乗降区間となっている。1月1日は全便運休。

### 平日路線

#### 陸中野田駅発着路線
- 和野平 - 沢山 - 日形井 - 間明 - 支所前 - 種綿 - 大葛 - 上明内 - 中平 - 下明内 - 野田村役場前 - 陸中野田駅前（ → 久慈工業高校）
- 和野平 - 沢山 - 日形井 - 間明 - 支所前 - 種綿 - 大葛 - 野田村役場前
- 南坂 - 根井 - 下安家 - 土内 - 玉川 - 十府ケ浦海岸駅 - 南浜 - 陸中野田駅前（ → 久慈工業高校）
- 南坂 - 根井 - 下安家 - 土内 - 玉川 - 南浜 - 野田村役場前

#### 新山・泉沢地区巡回コース
※はバス停がない停車場
- 野田村役場前 - 新山 - ※新山公民館 - 野田村役場前 - ※旧中野商店 - ※辻鼻商店 - ※小学校下 - 野田村役場前

#### 下明内・米田地区巡回コース
※はバス停がない停車場
- 野田村役場前 - 新町 - ※給食センター - ※野田村保育所 - 野田村役場前 - ※岩手銀行 - 上米田 - 十府ケ浦海岸駅 - ※岩手銀行 - 野田村役場前

### 土・日・祝日路線
陸中野田駅発着路線のみ。太字は陸中野田駅発路線を基準に降車がある場合のみ運行。
- 和野平 - 沢山 - 日形井 - 間明 - 支所前 - 種綿 - 落合 - 上明内 - 中平 - 下明内 - 野田村役場前 - 陸中野田駅前
- 和野平 - 支所前 - 種綿 - 落合 - 上明内 - 中平 - 下明内 - 野田村役場前 - 陸中野田駅前
- 日形井 - 間明 - 支所前 - 種綿 - 落合 - 上明内 - 中平 - 下明内 - 新町 - 野田村役場前 - 陸中野田駅前
- 下安家 - 玉川 - 陸中野田駅前
- 下安家 - 玉川 - 十府ヶ浦海岸駅 - 陸中野田駅前 - 野田村役場前 - 新町 - 久慈工業高校
- 陸中野田駅前 - 玉川 - 南坂 - 根井 - 下安家

## 運賃
- 高校生以上：100円（距離・区間にかかわらず）
- 中学生以下・75歳以上の高齢者：無料

## その他
- 一部のバス停ポールでは、岩手県立久慈工業高等学校建築科インテリアコースの生徒などの手作りによって制作された参考。